# スーパーギャング
スーパーギャング（Super Gang）は、1984年10月9日から1992年4月3日まで7年半にかけて、TBSラジオをキーステーションにJRN系全国ネットで放送されていた深夜ラジオ番組。

## 概要
1984年10月当時は在京3局（TBS、文化放送、ニッポン放送）の中でTBSだけ全日聴取率が下がっており（1.5％）、昼夜を通して聴取率が慢性的に下がっている中で特に当時低落傾向にあった夜の若者向け番組の一斉強化の一環として、「パックインミュージック」の終了以来ヒット番組の出ていなかった深夜も番組の入れ替えが行われ、トークに重きを置いた番組として本番組がスタート。前番組「今夜もセレナーデ」を放送していた平日の25:00〜27:00の時間枠で放送開始した（金曜のみ1985年7月8日から）。
スタート当初は景山民夫、山本晋也、クマさん（篠原勝之）などアダルト路線のパーソナリティを揃え、リスナー層も高めを設定していたが、依然として聴取率が伸び悩んでいたため、1986年4月改編で『コサキンワールドなんでもねぇんだよゲベロッチョ』（夜ワイド番組『進め!おもしろバホバホ隊』の内包番組）に出演していたコサキン（小堺一機、関根勤）、米米CLUB、シブがき隊を起用。パーソナリティ、リスナー層ともに若返りを図った。
各番組のタイトルは1987年3月までは「スーパーギャング＋パーソナリティ名＋サブタイトル」の形式だったが、1987年4月からはサブタイトルが無くなり「（パーソナリティ名）のスーパーギャング」に変わった。『コサキン無理矢理100%』は1987年4月以降も前者のパターンを継続した。
1991年7月に大幅なリニューアルを実施。2時間の放送から2番組を1時間ずつの2部構成化。リニューアル後も続投した奥居香、コサキン、小林豊の各番組は事実上の縮小となる。番組は1992年4月で終了。後番組『パックインミュージック21』は当番組パーソナリティの一部が続投した。
TBSテレビの放送終了時に静止画CMによる番組宣伝を行っていた。

## 放送時間
- 1984年10月9日〜1985年7月4日　月曜日〜木曜日　25:00（1:00）〜27:00（3:00）
- 1985年7月8日〜1987年4月3日　月曜日〜金曜日　25:00（1:00）〜27:00（3:00）
  - 『アーティストマガジン・週刊ファンハウス』（金曜 25:00〜27:00、1984年4月〜1985年7月1日）終了に伴い、金曜日を新設。
- 1987年4月6日〜1989年4月7日　月曜日〜金曜日　25:00（1:00）〜26:45（2:45）
  - 『ミッドナイトマガジン』（月曜日～金曜日 26:45～27:00）がスタートしたため、15分縮小。
- 1989年4月10日〜1991年6月28日　月曜日〜金曜日　25:00（1:00）〜27:00（3:00）
  - 『風見律子のミッドナイトマガジン』終了により、2時間番組に戻る。
- 1991年7月1日〜1992年4月3日　月曜日〜金曜日　（2部構成）
  - 1部　25:00（1:00）〜26:00（2:00）
  - 2部　26:00（2:00）〜27:00（3:00）

## パーソナリティ

### 1984年10月〜1991年6月

#### 月曜日
- 景山民夫とドラマンス、村上里佳子 - 1984年10月〜1985年9月／「ピテカントロプスの逆襲」→ 「やつらを張り倒せ!」
- 渡辺美里 - 1985年10月7日〜1987年6月15日／渡辺美里のスーパーギャング「渡辺美里のハートトライアル」
- 関口誠人 - 1987年6月29日〜1988年3月
- ナベユカ（渡辺正行、森川由加里） - 1988年4月〜1989年3月／渡辺正行と森川由加里（ナベユカ）のスーパーギャング
- 錦織一清 - 1989年4月〜1991年3月[注釈 2]
- 奥居香 - 1991年4月〜1991年6月

#### 火曜日
- チャゲ&飛鳥 - 1984年10月〜1985年3月／「青春コミュニケーションスタジオ」
- 西川のりお - 1985年4月〜1986年3月／「激笑!! 人間スクランブル」
- 米米CLUB - 1986年4月〜1986年9月30日／「米米クラブの米でえいNo.1」
- ラサール石井 - 1986年10月7日〜1987年3月31日／「ラサール石井の人生道場」
- 杏子 - 1987年4月7日〜1989年4月4日／杏子のスーパーギャング
- 下村健一 - 1989年4月11日〜1989年10月3日／「ティーンズダイヤル」
- 北村年子 - 1989年10月10日〜1990年4月3日／「ティーンズダイヤル」
- 小林豊、THE FUSE、カステラ 他 - 1990年4月10日〜1991年9月／「バンド天国」
- 小林豊、近藤智子 - 1990年10月〜1991年3月
- スペシャル（週替わり）- 1991年4月〜1991年6月

| 4月 | 9日 |                                 | 16日 | 大林宣彦（1時台）原田大二郎（2時台）                      | 23日 | 春風亭昇太 & 春風亭勢朝（1時台）河内家菊水丸（2時台） | 30日 | 内海光司（1時台）広川ひかる（2時台） |
| 5月 | 7日 | Pli:z（1時台）ヒコーキ（2時台） | 14日 | スーパーギャング スペシャル ディスコティック （高見恭子） | 21日 | アントニオ猪木                                        | 28日 | 忍者                                 |
| 6月 | 4日 | 中島らも & チチ松村             | 11日 | 吉田栄作                                                  | 18日 | HIS（坂本冬美・ 忌野清志郎・細野晴臣）                | 25日 | KATSUMI（1時台）相沢友子（2時台）    |

#### 水曜日
- 山本晋也 - 1984年10月〜1986年3月 ／「山本晋也のアダルト(感)スタジオ」
- コサキン（小堺一機、関根勤）- 1986年4月9日〜1991年6月26日／「コサキン無理矢理100%」

#### 木曜日
- 長渕剛 - 1984年10月〜1985年3月／「ビバ! エキサイティング」
- クマさん、ティナ・グレース- 1985年4月〜1986年3月／「クマさんのスキンヘッドナイト」
- シブがき隊 - 1986年4月〜1986年9月／「シブがき隊のマジゼネレーション」
- 田代まさし - 1986年10月〜1987年3月／「田代まさしのGOGOウッカリボーイ」
- 笑福亭鶴瓶 - 1987年4月9日〜1989年4月6日／笑福亭鶴瓶のスーパーギャング
- 浦口直樹 - 1989年4月〜9月[注釈 3]
- 森脇健児、浦口直樹（ウラケン） - 1989年10月〜1990年3月
- スペシャル（週替わり） - 1990年4月
  - カンコンキンシアタースペシャル（12日）／米米CLUB（19日）／松尾貴史（26日）
- 所ジョージ、泉谷しげる - 1990年5月〜1991年3月
- 小林豊 - 火曜日から移動・1991年4月〜1991年6月

#### 金曜日
- 大江千里 - 1985年7月〜1986年9月／「大江千里のリアル・ナイト」
- カールスモーキー石井 - 1986年10月〜1987年3月／「カールスモーキー石井のあぶない夜!」
- 石坂啓 - 1987年4月10日〜1988年4月8日／石坂啓のスーパーギャング
- 島田紳助 - 1988年4月15日〜1989年4月7日／島田紳助のスーパーギャング
- スペシャル（週替わり） - 1989年4月〜5月

| 4月 | 14日 | 大江千里 | 21日 | UP-BEAT         | 28日 | 桑田佳祐 | 桑田佳祐 | 桑田佳祐 |
| 5月 | 5日  |          | 12日 | THE BLUE HEARTS | 19日 | 大友康平 | 26日     | 錦織一清 |

- 渡辺美里 - 1989年6月9日〜1991年6月28日（復帰）

### 1991年7月〜1992年3月
※ - は、後番組「パックインミュージック21」へ続投したパーソナリティ

#### 第1部

##### 月曜日
- 奥居香※ - 1991年7月〜1992年3月

##### 火曜日
- 河内家菊水丸 - 1991年7月〜1992年3月

##### 水曜日
- コサキン - 1991年7月3日〜10月2日 / コサキン無理矢理100%
- 江口洋介※ - 1991年10月9日〜1992年3月

##### 木曜日
- 小林豊 - 1991年7月〜1991年9月
- LLブラザーズ - 1991年10月〜1992年3月

##### 金曜日
- TMN - 1991年7月〜1992年3月

#### 第2部

##### 月曜日
- 笹野みちる - 1991年7月〜9月
- ちはる、バカルディ※ - 1991年10月〜1992年3月

##### 火曜日
- THE BOOM - 1991年7月〜1991年9月
- まじかるず - 1991年10月〜1992年1月
- 相沢友子 - 1992年2月〜1992年3月

##### 水曜日
- 春風亭昇太※ - 1991年7月〜1992年3月

##### 木曜日
- 内海光司  - 1991年7月〜1992年3月

##### 金曜日
- スペシャル（週替わり）- 1991年7月〜1992年3月

| 1991年 | 1991年 | 1991年                             | 1991年 | 1991年                                   | 1991年 | 1991年                                  | 1991年 | 1991年                              | 1991年                              | 1991年                              |
| ------ | ------ | ---------------------------------- | ------ | ---------------------------------------- | ------ | --------------------------------------- | ------ | ----------------------------------- | ----------------------------------- | ----------------------------------- |
| 7月    | 5日    | 根本要 （スターダストレビュー）    | 12日   | 大塚純子                                 | 19日   | スーパーギャング お笑いライブスペシャル | 26日   | 東京パノラママンボボーイズ          | 東京パノラママンボボーイズ          | 東京パノラママンボボーイズ          |
| 8月    | 2日    | 星野由妃                           | 9日    | 国本武春                                 | 16日   | スーパーギャング お笑いライブスペシャル | 23日   | 江口洋介                            | 30日                                | LL BROTHERS                         |
| 9月    | 6日    | こんぺいとう                       | 13日   | スーパーギャング お笑いライブ スペシャル | 20日   | 爆笑問題                                | 27日   | 立川俊之（大事MANブラザーズバンド） | 立川俊之（大事MANブラザーズバンド） | 立川俊之（大事MANブラザーズバンド） |
| 10月   | 4日    | 稲田錠 （G.D.FLICKERS）            | 11日   | スーパーギャング お笑いライブ スペシャル | 18日   | 景山民夫                                | 25日   | B'z                                 | B'z                                 | B'z                                 |
| 11月   | 1日    | 十代宣言チャダル党 （奥山佳恵 他） | 8日    | 麗蘭                                     | 15日   | お笑いライブスペシャル                  | 22日   | 井上陽水                            | 29日                                | 松野大介                            |
| 12月   | 6日    | 十代宣言チャダル党 （奥山佳恵 他） | 13日   | Toshl                                    | 20日   | Toshl                                   | 27日   | WAHAHA本舗                          | WAHAHA本舗                          | WAHAHA本舗                          |
| 1992年 |        |                                    |        |                                          |        |                                         |        |                                     |                                     |                                     |
| 1月    | 3日    | 十代宣言チャダル党 （奥山佳恵 他） | 10日   | スーパーギャング スペシャル              | 17日   | 林家こぶ平                              | 24日   | SING LIKE TALKING                   | 31日                                | お笑いシャンテライブ                |
| 2月    | 7日    | 十代宣言チャダル党 （奥山佳恵 他） | 14日   | 大事MAN ブラザーズバンド                 | 21日   | 大鶴義丹                                | 28日   | 大竹まこと & YOU                    | 大竹まこと & YOU                    | 大竹まこと & YOU                    |
| 3月    | 6日    | 十代宣言チャダル党 （奥山佳恵 他） | 13日   | 杏子 & 土橋安騎夫                        | 20日   |                                         | 27日   | お笑いシャンテライブ                | 4月3日                              | 十代宣言チャダル党                  |

### 変遷

#### 1991年6月まで
| 期間    | 期間   | 月曜日   | 火曜日       | 水曜日   | 木曜日                   | 金曜日               |
| ------- | ------ | -------- | ------------ | -------- | ------------------------ | -------------------- |
| 1984.10 | 1985.3 | 景山民夫 | チャゲ&飛鳥  | 山本晋也 | 長渕剛                   | （放送なし）         |
| 1985.4  | 1985.6 | 景山民夫 | 西川のりお   | 山本晋也 | クマさん ティナ･グレース | （放送なし）         |
| 1985.7  | 1985.9 | 景山民夫 | 西川のりお   | 山本晋也 | クマさん ティナ･グレース | 大江千里             |
| 1985.10 | 1986.3 | 渡辺美里 | 西川のりお   | 山本晋也 | クマさん ティナ･グレース | 大江千里             |
| 1986.4  | 1986.9 | 渡辺美里 | 米米CLUB     | コサキン | シブがき隊               | 大江千里             |
| 1986.10 | 1987.3 | 渡辺美里 | ラサール石井 | コサキン | 田代まさし               | カールスモーキー石井 |
| 1987.4  | 1987.5 | 渡辺美里 | 杏子         | コサキン | 笑福亭鶴瓶               | 石坂啓               |
| 1987.6  | 1988.3 | 関口誠人 | 杏子         | コサキン | 笑福亭鶴瓶               | 石坂啓               |
| 1988.4  | 1989.3 | ナベユカ | 杏子         | コサキン | 笑福亭鶴瓶               | 島田紳助             |
| 1989.4  | 1989.5 | 錦織一清 | 下村健一     | コサキン | 浦口直樹                 | 週替わり             |
| 1989.6  | 1989.9 | 錦織一清 | 下村健一     | コサキン | 浦口直樹                 | 渡辺美里             |
| 1989.10 | 1990.3 | 錦織一清 | 北村年子     | コサキン | 森脇健児 浦口直樹        | 渡辺美里             |
| 1990.4  | 1990.4 | 錦織一清 | 小林豊       | コサキン | 週替わり                 | 渡辺美里             |
| 1990.5  | 1991.3 | 錦織一清 | 小林豊       | コサキン | 所ジョージ 泉谷しげる    | 渡辺美里             |
| 1991.4  | 1991.6 | 奥居香   | 週替わり     | コサキン | 小林豊                   | 渡辺美里             |

#### 1991年7月から

##### 第1部
| 期間    | 期間   | 月曜日 | 火曜日       | 水曜日   | 木曜日       | 金曜日 |
| ------- | ------ | ------ | ------------ | -------- | ------------ | ------ |
| 1991.7  | 1991.9 | 奥居香 | 河内家菊水丸 | コサキン | 小林豊       | TMN    |
| 1991.10 | 1992.3 | 奥居香 | 河内家菊水丸 | 江口洋介 | LLブラザーズ | TMN    |

##### 第2部
| 期間    | 期間   | 月曜日            | 火曜日     | 水曜日     | 木曜日   | 金曜日   |
| ------- | ------ | ----------------- | ---------- | ---------- | -------- | -------- |
| 1991.7  | 1991.9 | 笹野みちる        | THE BOOM   | 春風亭昇太 | 内海光司 | 週替わり |
| 1991.10 | 1992.1 | ちはる バカルディ | まじかるず | 春風亭昇太 | 内海光司 | 週替わり |
| 1992.2  | 1992.3 | ちはる バカルディ | 相沢友子   | 春風亭昇太 | 内海光司 | 週替わり |

## ネット局
全国ネットであったが、本番組をネットした局は少なく、中京広域圏を始め、多くの地方では放送されなかった。
- TBSラジオ
- HBCラジオ
- ABCラジオ
1989年10月よりネット開始。『ABCミュージックパラダイス」放送開始に伴う『ABCラジオパラダイス』の枠移動により、1991年10月改編でネットを打ち切った。『JUNK』のネット開始に伴い、TBSラジオ 平日深夜枠のネットを2009年7月より18年振りに再開した[注釈 6]。
- 山陽放送
- RKBラジオ
『シック ワンダークラブ はちきれそうな金曜日』[注釈 7]（金曜 25:00 - 26:00）などの放送開始[注釈 8]に伴い、1987年4月改編で金曜日のネットを打ち切った。同年10月改編で金曜日のネットを再開した。
- 琉球放送
1987年4月改編で『榎さんのおはようさん〜!』のネット開始に伴い、『大学受験ラジオ講座』『百万人の英語』を早朝から深夜へ放送枠を移動した為[注釈 9]、ネットを打ち切った。1989年10月改編で『百万人の英語』をFM沖縄へ移動。『大学受験ラジオ講座』を24:00 - 25:00へ放送枠を移動して、当番組のネットを再開した。